# Усечение (способ словообразования)
Усече́ние (в словообразовании; также сокращение) — один из безаффиксных способов словообразования, разновидность аббревиации (усечение по аббревиатурному принципу). Заключается в сокращении мотивирующей (производящей) основы, которое реализуется вне зависимости от границы морфем: килограмм → кило, специалист → спец, заведующий → зав, психопат → псих, преподаватель → препод, англ. metropolitan → metro «метро», нем. Nationalsozialist → Nazi «нацист». Распространено главным образом в разговорной речи и в просторечии. Лексическое значение мотивированных (производных) и мотивирующих (производящих) слов, участвующих в процессе усечения, всегда тождественны. Мотивированное слово может быть только именем существительным. Мотивирующие слова, подвергающиеся усечению, чаще всего представляют имена существительные и имена прилагательные.
Отличием образования мотивированного слова способом усечения от образования собственно аббревиатур является сокращение только одной основы, а не двух и более. Сходство с аббревиацией заключается в сокращении основы вне зависимости от учёта морфемных границ.
В некоторых случаях к словам, образованным способом усечения, добавляется суффикс: мульт-фильм → мульт-ик, обще-житие → обща-га, теле-визор → тел-ик. Такой способ представляет собой комбинированный способ суффиксации в сочетании с усечением. Также к комбинированным способам словообразования, в которых участвует усечение, относят производство так называемых сложносокращённых образований — сложение в сочетании с усечением: уг-оловный розыск → уг-розыск, зав-едующий хоз-яйством → зав-хоз, управ-ляющий делами → управ-делами
В. В. Лопатин относит к усечению также образование сокращённых неофициальных вариантов личных имён собственных: Анатолий → Толя, Екатерина → Катя, нем. Johannes → Hans, Charlotte → Lotte.